# Hex dump

318바이트 Wikipedia 파비콘의 hex dump

hex dump는 램 또는 파일이나 저장장치에 있는 컴퓨터 데이터의 십육진법적인 보임새이다. 데이터의 hex dump를 보는 것은 주로 디버깅이나 리버스 엔지니어링의 한 부분이다.
hex dump에서, 각 바이트는 2 숫자의 16진법 수로 표현된다. Hex dumps는 주로 8 또는 16바이트의 행으로 조직되며, 가끔은 흰 공간으로 분리된다. 몇몇 hex dump들은 시작에서나 마지막 라인의 체크섬 바이트에서 16진법의 메모리 주소를 갖는다.
비록 이름은 16 기반 출력을 암시하지만, 몇몇 덤핑 소프트웨어는 8 기반이나 10 기반 출력도 갖는다. 이 프로그램 기능을 갖는 흔한 이름으로, hexdump, od, xxd 그리고 단순히 dump 또는 심지어 D도 있다.

## 샘플
유닉스 프로그램에서 생성된 hex dump 샘플의 한 부분.
```
 00105e0 e6b0 343b 9c74 0804 e7bc 0804 e7d5 0804
 00105f0 e7e4 0804 e6b0 0804 e7f0 0804 e7ff 0804
 0010600 e80b 0804 e81a 0804 e6b0 0804 e6b0 0804
```

그러나 위의 예시는 바이트 순서가 불확실하기 때문에 hex dump의 모호한 형태를 대표한다. 이러한 hex dump들은 잘 알려진 표준의 문맥에서만 좋다. 또는 아래처럼 값들이 의도적으로 전체 형태가 주어진 경우.
```
 00105e0 e6 b008 04e79e08 04e7bc 08 04 e7 d50804
```

명백한 바이트 순서가 요구되는 경우, (예를 들면 기계어 프로그램의 hex dump나 ROM의 내용 같이) byte-by-byte 표시가 선호된다. (주로 16바이트 행들로 조직된다.)
```
 00105e0 e6 b0 08 04 e7 9e 08 04-e7 bc 08 04 e7 d5 08 04
 00105f0 e7 e4 08 04 e6 b0 08 04-e7 f0 08 04 e7 ff 08 04
 0010600 e8 0b 08 04 e8 1a 08 04-e6 b0 08 04 e6 b0 08 04
```

값 사이의 공백 없이 거의 요약되지 않은 형태도 사용된다. 
```
 00105e0 e6b00804e79e0804e7bc0804e7d50804
 00105f0 e7e40804e6b00804e7f00804e7ff0804
 0010600 e80b0804e81a0804e6b00804e6b00804
```

x86 컴퓨터에서, 같은 바이트들이 유닉스에서는 기본 화면으로 아래와 같이 나온다.
```
 00105e0 b0e6 0408 9ee7 0408 bce7 0408 d5e7 0408
 00105f0 e4e7 0408 b0e6 0408 f0e7 0408 ffe7 0408
 0010600 0be8 0408 1ae8 0408 b0e6 0408 b0e6 0408
```

종종 상응하는 아스키 코드를 변환해서 보여주는 추가적인 열이 보일 수 있다. (예를 들어 hexdump -C 또는 hd):
```
0000
:
 
57
 
69
 
6B
 
69
 
70
 
65
 
64
 
69
 
61
 
2C
 
20
 
74
 
68
 
65
 
20
 
66
  
Wikipedia, the f

0010
:
 
72
 
65
 
65
 
20
 
65
 
6E
 
63
 
79
 
63
 
6C
 
6F
 
70
 
65
 
64
 
69
 
61
  
ree encyclopedia

0020
:
 
20
 
74
 
68
 
61
 
74
 
20
 
61
 
6E
 
79
 
6F
 
6E
 
65
 
20
 
63
 
61
 
6E
   
that anyone can

0030
:
 
20
 
65
 
64
 
69
 
74
 
00
 
00
 
00
 
00
 
00
 
00
 
00
 
00
 
00
 
00
 
00
   
edit...........

```

## 체크섬
hex dump들이 손수 컴퓨터에 입력되는 경우,  들어온 경우, 체크섬 바이트가 추가될 수 있다. 이것은 사용자가 각 행을 정확히 입력했는지 알 수 있게 도와준다.

## 똑같은 라인들의 압축
유닉스 프로그램인 od와 hexdump에서, 표시되는 모든 라인들이 보이는 것과 같은 출력을 가지는 것은 아니다. *는 두 0 블록들 사이가 모두 0이라는 말이다.
```
 0000000 0000 0000 0000 0000 0000 0000 0000 0000
 *
 0000030
```

이러한 압축 특징은 큰 파일이나 복잡한 장치를 볼 때 유용한 도구가 될 수 있다. 현대의 리눅스에서, 모두 비어 있다면 전체 하드 드라이브를 스캔하는 것을 편리하게 할 수 있다.
```
 # hexdump /dev/sda (replace sda with the proper name for the device to be scanned)
```

-v 옵션은 hexdump와 od이 모든 입력 데이터를 보이게 한다.
```
 0000000 0000 0000 0000 0000 0000 0000 0000 0000
 0000010 0000 0000 0000 0000 0000 0000 0000 0000
 0000020 0000 0000 0000 0000 0000 0000 0000 0000
```

## 같이 보기
- 헥사 편집기
- 코어 덤프